# Nănești (gmina Tănăsoaia)
Nănești – wieś w Rumunii, w okręgu Vrancea, w gminie Tănăsoaia. W 2011 roku liczyła 101
mieszkańców.